# Myrtle (Mississipi)
Myrtle és una població dels Estats Units a l'estat de Mississipi. Segons el cens del 2000 tenia 407 habitants.

## Demografia
Segons el cens del 2000, Myrtle tenia 407 habitants, 162 habitatges, i 117 famílies. La densitat de població era de 275,7 habitants per km².
Dels 162 habitatges en un 42% hi vivien nens de menys de 18 anys, en un 48,1% hi vivien parelles casades, en un 19,1% dones solteres, i en un 27,2% no eren unitats familiars. En el 25,9% dels habitatges hi vivien persones soles el 12,3% de les quals corresponia a persones de 65 anys o més que vivien soles. El nombre mitjà de persones vivint en cada habitatge era de 2,51 i el nombre mitjà de persones que vivien en cada família era de 3,01.
Per edats la població es repartia de la següent manera: un 32,7% tenia menys de 18 anys, un 7,9% entre 18 i 24, un 27,8% entre 25 i 44, un 18,7% de 45 a 60 i un 13% 65 anys o més.
L'edat mediana era de 32 anys. Per cada 100 dones de 18 o més anys hi havia 76,8 homes.
La renda mediana per habitatge era de 28.125 $ i la renda mediana per família de 34.583 $. Els homes tenien una renda mediana de 25.227 $ mentre que les dones 20.875 $. La renda per capita de la població era d'11.268 $. Entorn del 12,1% de les famílies i el 15,3% de la població estaven per davall del llindar de pobresa.

## Poblacions més properes
El següent diagrama mostra les poblacions més properes.